# Westzaan

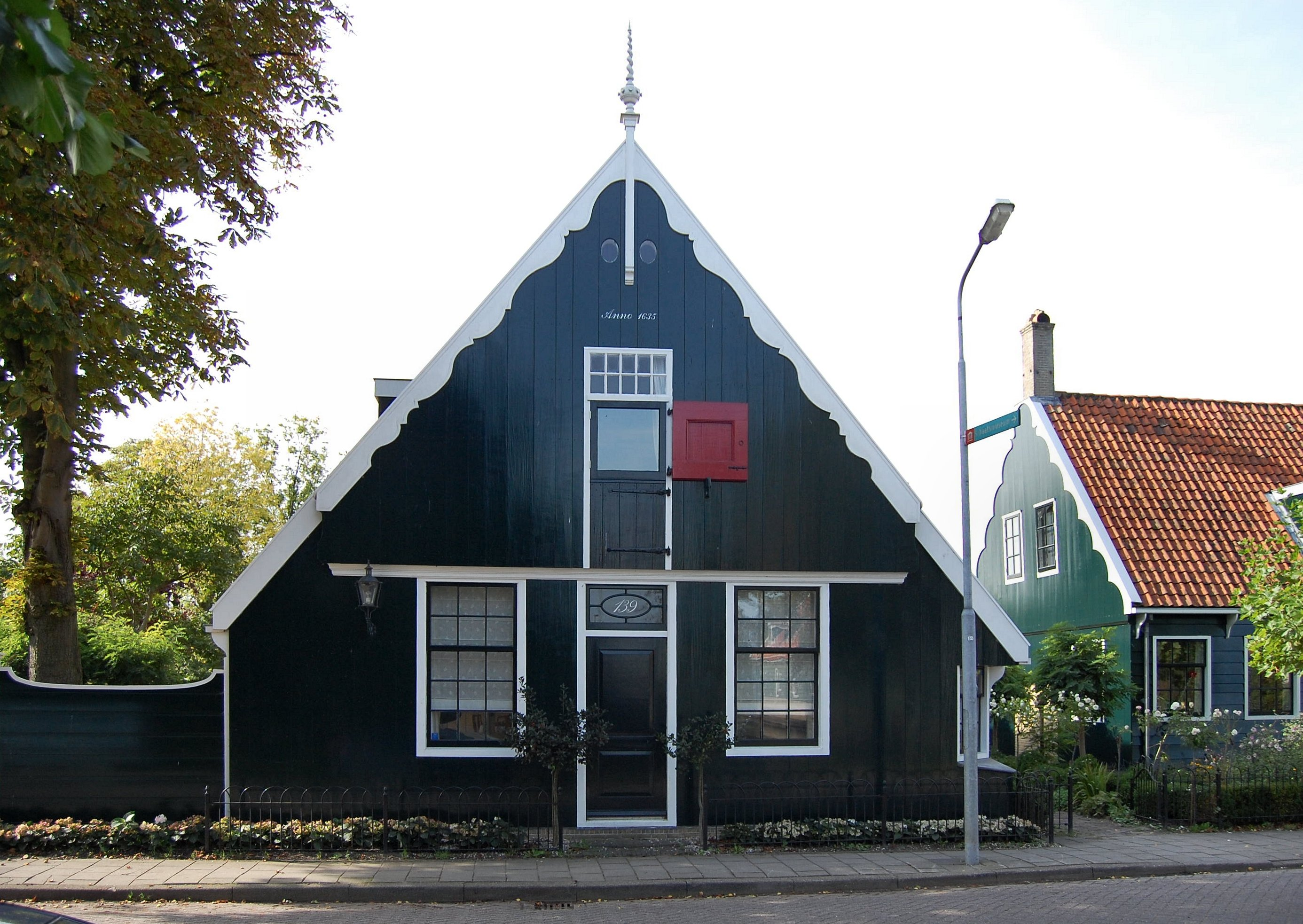
Edificio classificato come rijksmonument a Westzaan

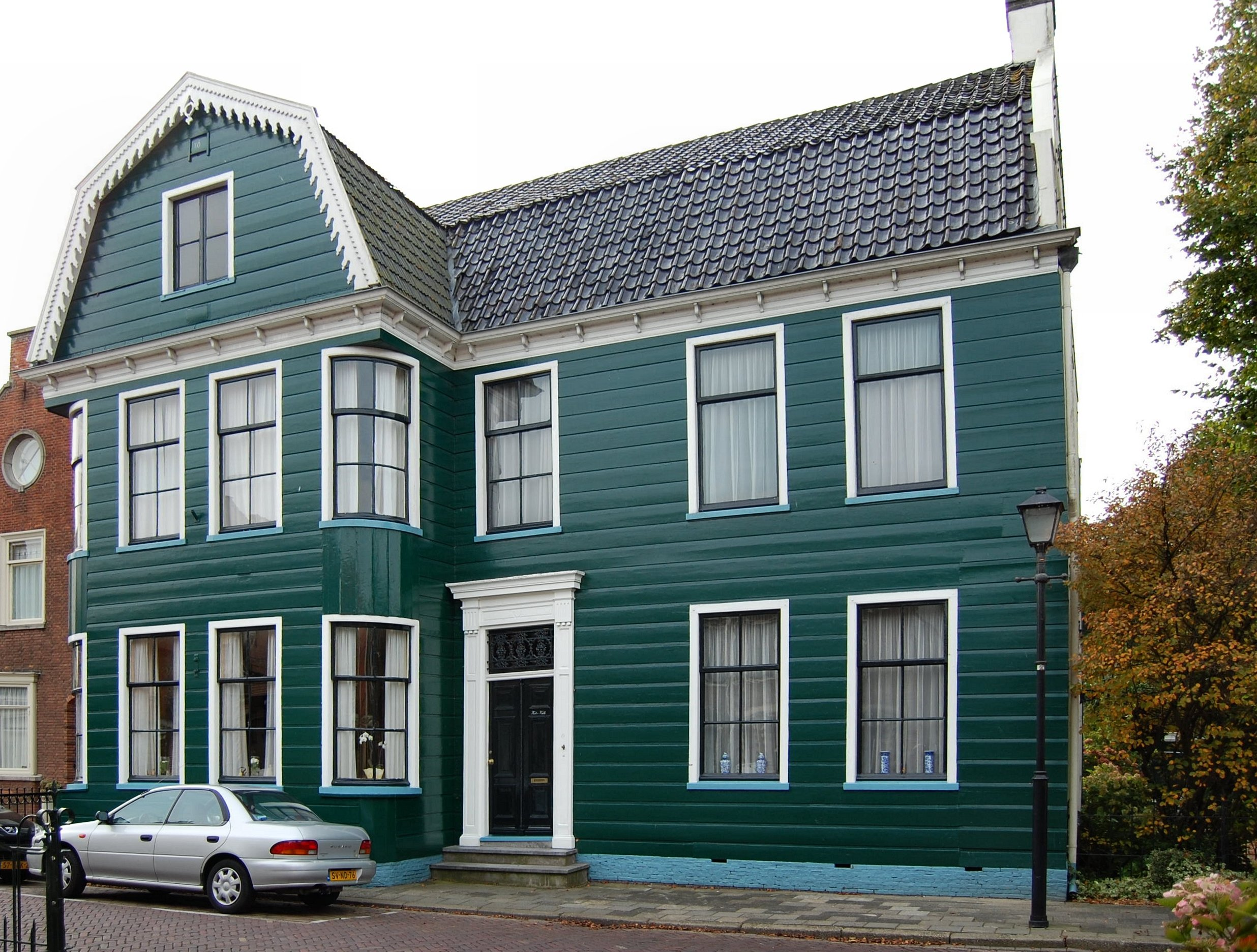
Westzaan: edificio classificato come rijksmonument nel Kerkbuurt

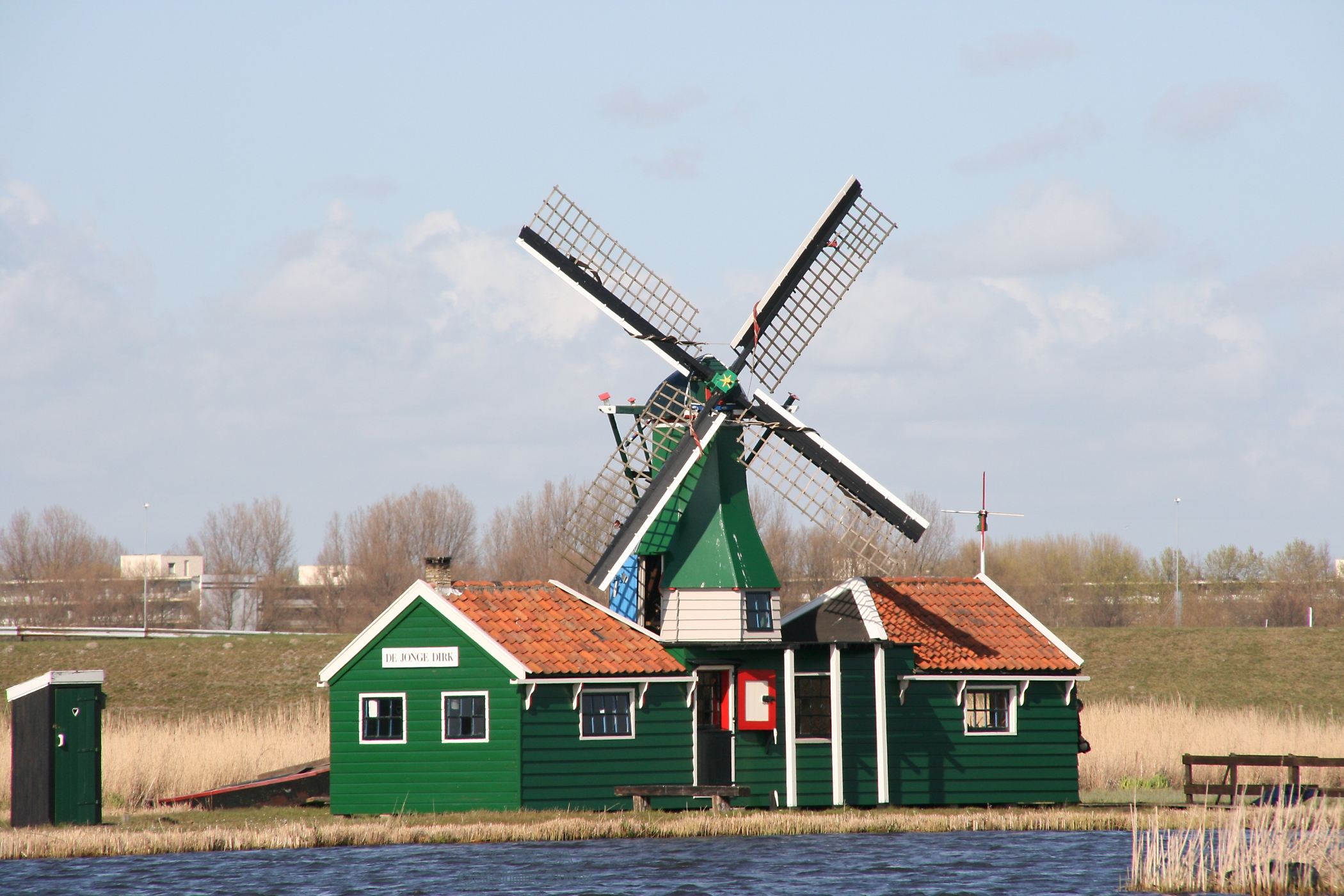
Westzaan: il mulino De Jonge Dirk

Westzaan  è un villaggio di circa 2.000 abitanti del nord-ovest dei Paesi Bassi, facente parte della provincia dell'Olanda Settentrionale e situato nella regione nota come Zaanstreek ("regione della Zaan"). Dal punto di vista amministrativo, si tratta di un ex-comune, dal 1974 annesso alla municipalità di Zaanstad.

## Geografia fisica

### Collocazione
Westzaan si trova a sud di Wormerveer, tra Assendelft e Koog aan de Zaan (rispettivamente ad est della prima e ad ovest della seconda), a circa 4 km a sud-ovest di Zaandijk.

## Storia

### Simboli
Lo stemma di Westzaan è simile a quello di Koog aan de Zaan: è inquartato di rosso e d'argento e raffigura quattro leoni.
Questo stemma deriva da quello della signoria delle corporazioni..

## Monumenti e luoghi d'interesse

### Municipio
Tra gli edifici principali di Westzaan, figura l'ex- municipio, risalente al 1781-1783.
|  |

### Chiesa riformata
Tra principali edifici di Westzaan, figura poi la Hervormde Kerk ("Chiesa riformata/protestante"), situata nella Groene Jagerstraat e costruita nel 1928 dall'architetto J. en D. Eilmann.

### Mulino De Schoolmeester
Altro edificio storico di Westzaan è il mulino mulino De Schoolmeester, risalente al 1692.

### Mulino Het Prinsenhof
Altro storico mulino a vento di Westzaan è il mulino Het Prinsenhof, risalente al 1722.

### Mulino De Jonge Zwaluw
Altro storico mulino a vento di Westzaan è il mulino De Jonge Zwaluw (mulino "la giovane rondine"), risalente al 1756.

### Mulino De Jonge Dirk
Altro storico mulino a vento di Westzaan è il mulino De Jonge Dirk (mulino "il giovane Dirk"), costruito nel 1908.

## Società

### Evoluzione demografica
Nel 2011, la popolazione stimata di Westzaan era pari a circa 1.960 abitanti.
La località ha quindi conosciuto un lieve decremento demografico rispetto al 2001, quando la popolazione stimata era pari a circa 2.010 abitanti, e al 1991, quando la popolazione censita era invece pari a 2.135 abitanti.

## Geografia antropica
Buurtschappen
- Nauerna[2]

## Sport
La squadra di calcio locale è il VVV Westzaan, i cui colori sociali sono il bianco e il rosso (come lo stemma cittadino).